# Lose Control (canção de Lay)
"Lose Control" é uma canção gravada pelo artista musical chinês Lay (Zhang Yixing). Foi lançada como single de seu extended play de estreia, Lose Control, em 28 de outubro de 2016 pela S.M. Entertainment.

## Antecedentes e lançamento
Produzida por Lay e Devine Channel, "Lose Control" é descrita como uma canção "Pop-R&B" que tem uma melodia de guitarra distinta. As letras contam uma história sobre um cara dando tudo para uma garota e, como resultado, perde seu autocontrole. A música foi lançada oficialmente junto com o extended play de mesmo nome em 28 de outubro de 2016.

## Vídeo musical
O vídeo musical da canção foi disponibilizado no canal do YouTube da S.M. Entertainment em 27 de outubro de 2016. O vídeo apresenta Lay com dançarinos performando a coreografia da música, além de mostrar Lay dançando sozinho em um corredor.

## Performance ao vivo
Lay performou "Lose Control" pela primeira vez no programa musical sul-coreano The Show, em 15 de novembro de 2016.

## Recepção
"Lose Control" ficou na #1 posição na Billboard China V Chart por 6 semanas seguidas. A canção alcançou o topo da Alibaba Top 100 Weekly Songs por 14 semanas consecutivas, também classificou a #1 posição em YinYueTai’s TOP 100 Songs de 2016.

## Gráficos
| Gráfico (2016)                     | Melhores posições |
| ---------------------------------- | ----------------- |
| Chinese Singles (Alibaba)          | 1                 |
| Chinese Singles (Billboard)        | 1                 |
| South Korean singles (Gaon)        | —                 |
| US World Digital Songs (Billboard) | 18                |

## Vendas
| Gráfico                            | Vendas |
| ---------------------------------- | ------ |
| South Korean download sales (Gaon) | 6,691+ |